# I. e. 449
Évszázadok: i. e. 6. század – i. e. 5. század – i. e. 4. század
Évtizedek: i. e. 490-es évek – i. e. 480-as évek – i. e. 470-es évek – i. e. 460-as évek – i. e. 450-es évek – i. e. 440-es évek – i. e. 430-as évek – i. e. 420-as évek – i. e. 410-es évek – i. e. 400-as évek – i. e. 390-es évek
Évek: i. e. 454 – i. e. 453 – i. e. 452 – i. e. 451 –  i. e. 450 – i. e. 449 – i. e. 448 – i. e. 447 – i. e. 446 – i. e. 445 – i. e. 444

## Események
- Megkötik a Kalliász-féle békét.[1]
- Római consulok: L. Valerius Potitus és M. Horatius Balbatus
- a lex Valeria de provocatione kiadása (vö. ius provocationis)